# Николаевка (Бердянский район)
Никола́евка (укр. Миколаївка) — село,
Николаевский сельский совет,
Бердянский район,
Запорожская область,
Украина.
Код КОАТУУ — 2320683501. Население по переписи 2001 года составляло 1370 человек.
Является административным центром Николаевского сельского совета, в который, кроме того, входят сёла
Малиновка,
Новоивановка,
Новосолдатское и
Радивоновка.            

## Известные люди
Виктор Лыков

## Географическое положение
Село Николаевка находится на берегу реки Берда,
выше по течению на расстоянии в 1 км расположено село Троицкое,
ниже по течению на расстоянии в 0,5 км расположено село Новоивановка,
на противоположном берегу — село Новосолдатское.
По селу протекает пересыхающий ручей с запрудой.
Рядом проходит автомобильная дорога Т-0819.

## История
- У села обнаружены остатки двух поселений эпохи неолита.
- 1812 — дата основания.

## Объекты социальной сферы
- Школа.
- Музыкальная школа.
- Детский сад.
- Дом культуры.
- Больница.

## Достопримечательности
- Братская могила советских воинов.
- Река Берда
- Божья ножка
- Каменный лабиринт
- Ослиные уши